# جووانا دامنجانوویچ
جووانا دامنجانوویچ (انگلیسی: Jovana Damnjanović؛ زادهٔ ۲۴ نوامبر ۱۹۹۴) بازیکن فوتبال اهل صربستان است.
از باشگاه‌هایی که در آن بازی کرده‌است می‌توان به اس‌سی سند، باشگاه فوتبال زنان وولفسبورگ، و باشگاه فوتبال وولفسبورگ اشاره کرد.
وی همچنین در تیم‌های ملی فوتبال Serbia women's national under-17 football team, Serbia women's national under-19 football team، و Serbia women's national football team بازی کرده‌است.